# 분포 (해석학)
함수해석학에서 분포(分布, 문화어: 초함수, 영어: distribution)는 함수와 확률 분포 등을, 디랙 델타 분포와 같이 특이점을 가질 수 있게 일반화한 것이다.

## 정의
유클리드 공간 {\displaystyle \mathbb {R} ^{n}} 속의 열린집합 {\displaystyle U\subset \mathbb {R} ^{n}}이 주어졌다고 하자. {\displaystyle U} 위의 실수 값 콤팩트 지지 매끄러운 함수들의 실수 벡터 공간을 {\displaystyle {\mathcal {C}}_{0}^{\infty }(U)} 또는 {\displaystyle {\mathcal {D}}(U)}라고 쓰고, 그 원소를 {\displaystyle U} 위의 시험 함수(試驗函數, 영어: test function)라고 한다.
여기에 다음과 같은 위상을 주자. 함수열 {\displaystyle f_{i}\in {\mathcal {D}}(U)}이 {\displaystyle f\in {\mathcal {D}}(U)}로 수렴할 필요충분조건은 다음 두 조건이 모두 성립하는 것과 동치이다.
- 어떤 콤팩트 집합 {\displaystyle K\subset U}에 대하여,
{\displaystyle \bigcup _{i=0}^{\infty }\operatorname {supp} f_{i}\subseteq K}
- 모든 다중지표 {\displaystyle \alpha \in \mathbb {N} ^{n}}에 대하여, {\displaystyle \partial ^{\alpha }f_{i}{\xrightarrow {\text{unif}}}f}

여기서 {\displaystyle \operatorname {supp} }은 지지 집합을 뜻하며, {\displaystyle {\xrightarrow {\text{unif}}}}은 균등 수렴을 뜻한다.
이 위상에 따라, 시험 함수 공간 {\displaystyle {\mathcal {D}}(U)}는 완비 거리화 가능 국소 볼록 공간을 이룬다.
{\displaystyle {\mathcal {D}}(U)}의 연속 쌍대 공간 {\displaystyle {\mathcal {D}}'(U)}를 분포 공간(分布空間, 영어: space of distributions)이라고 하고, 그 원소를 분포(分布, 영어: distribution)라고 한다. 분포 {\displaystyle F} 및 시험 함수 {\displaystyle f\in {\mathcal {D}}(U)}에 대하여, {\displaystyle F(f)}는 보통 다음과 같이 표기한다.
{\displaystyle F(f)=\int _{U}F(x)f(x)\,d^{n}x}
물론 {\displaystyle x\in U}에 대하여 {\displaystyle F(x)}라는 대상은 엄밀히 정의되지 않으므로 우변의 표기법은 단순히 표기법에 불과하다.

## 연산

### 지지 집합
분포 {\displaystyle F\in {\mathcal {D}}'(U)}의 지지 집합(支持集合, 영어: support) {\displaystyle \operatorname {supp} F}은 다음과 같이 정의된다. {\displaystyle x\not \in \operatorname {supp} F}라는 것은 다음 조건과 일치한다.
- {\displaystyle x}의 어떤 열린 근방 {\displaystyle V\ni x}에 대하여, {\displaystyle F(f)=0\qquad \forall f\in {\mathcal {D}}(V)}이다.

분포의 지지 집합은 (열린집합들의 합집합의 여집합이므로) 항상 {\displaystyle U} 속의 닫힌집합이다.
분포 {\displaystyle F\in {\mathcal {D}}'(U)}의 특이 지지 집합(特異支持集合, 영어: singular support) {\displaystyle \operatorname {sing\,supp} F}은 다음과 같이 정의된다. {\displaystyle x\not \in \operatorname {sing\,supp} F}라는 것은 다음 조건과 동치이다.
- {\displaystyle x}의 어떤 열린 근방 {\displaystyle V\ni x}에 대하여, {\displaystyle F|_{V}}는 매끄러운 함수이다. 즉, {\displaystyle T_{f}=F|_{V}}가 되는 {\displaystyle f\in {\mathcal {C}}^{\infty }(V)}가 존재한다.

분포의 특이 지지 집합 역시 {\displaystyle U} 속의 닫힌집합이다.
특이 지지 집합과 관련된 개념으로 파면 집합이 있다. 이는 특이 지지 집합과 달리, 특이성이 발생하는 방향에 대한 정보를 담고 있다.

### 국소화
열린집합 {\displaystyle U} 위에 정의된 분포 {\displaystyle F\in \in {\mathcal {D}}'(U)}와 열린 부분 집합 {\displaystyle V\subseteq U}가 주어졌다고 하자. 그렇다면, 시험 함수에 대하여 다음과 같은 자연스러운 포함 관계가 존재한다.
{\displaystyle \iota _{VU}\colon {\mathcal {D}}(V)\hookrightarrow {\mathcal {D}}(U)}
{\displaystyle \iota _{VU}\colon f\mapsto \left(x\mapsto {\begin{cases}f(x)&x\in V\\0&x\in U\setminus V\end{cases}}\right)}
{\displaystyle F}의 {\displaystyle V}에 대한 제한(영어: restriction)은 다음과 같다.
{\displaystyle F|_{V}\in {\mathcal {D}}'(V)}
{\displaystyle F|_{V}\colon f\mapsto F(\iota _{VU}f)}
이에 따라, 분포 공간은 실수 벡터 공간의 층을 이룬다.
일반적으로, 분포 {\displaystyle F\in {\mathcal {D}}'(U)} 및 점 {\displaystyle x\in U}가 주어졌을 때, 분포의 {\displaystyle x}에서의 값 {\displaystyle F(x)}는 정의할 수 없다. 다만, 만약 {\displaystyle x\not \in \operatorname {sing\,supp} F}일 경우, {\displaystyle F(x)}를 해당하는 매끄러운 함수의 값으로 정의할 수 있다. 또한, 다른 층과 마찬가지로, {\displaystyle F}의 {\displaystyle x}에서의 싹을 정의할 수 있다.

### 미분
부분 적분 공식에 따라, 분포의 미분은 다음과 같이 정의된다.
{\displaystyle {\frac {\partial }{\partial x^{i}}}F\colon f\mapsto -F\left({\frac {\partial }{\partial x^{i}}}f\right)}
이를 일반화하여, 임의의 다중지표 {\displaystyle \alpha \in \mathbb {N} ^{n}}에 대하여 분포 {\displaystyle F}의 미분 {\displaystyle \partial ^{\alpha }F}를 정의할 수 있다.
{\displaystyle \partial ^{\alpha }F\colon f\mapsto (-1)^{|\alpha |}F(\partial ^{\alpha }f)}

### 곱셈
두 분포의 곱셈은 일반적으로 정의할 수 없다. 구체적으로, 다음 조건들을 만족시키는 분포의 곱셈을 정의할 수 없다.
- 쌍선형이다.
- 곱 규칙이 성립한다.
- 두 국소 적분 가능 함수의 (함수로서의) 곱셈은 분포로서의 곱셈과 일치한다.

예를 들어, 실수선 위의 단위 계단 함수
{\displaystyle \theta (x)={\begin{cases}0&x<0\\1&x>1\end{cases}}}
를 생각하자. 그렇다면 함수의 곱셈으로서 임의의 양의 정수 {\displaystyle n}에 대하여
{\displaystyle \theta =\theta ^{n}}
가 성립한다. 양변에 곱 규칙을 적용하고, {\displaystyle n>1}이라면
{\displaystyle \delta =n\theta ^{n-1}\delta =n\theta \delta }
가 된다 ({\displaystyle \delta }는 디랙 델타 분포). 이는 임의의 {\displaystyle n>1}에 대하여 성립하므로, {\displaystyle \delta =n\theta \delta =0}이 되어 모순이다.
다만, 두 분포의 파면 집합이 적절한 조건을 만족시킨다면 그 곱셈을 정의할 수 있다.:Theorem 13 특히, 두 분포 가운데 하나가 매끄러운 함수라면, 분포와 함수의 곱셈을 다음과 같이 정의할 수 있다. 임의의 {\displaystyle F\in {\mathcal {D}}'(U)} 및 {\displaystyle f\in {\mathcal {C}}^{\infty }(U)}에 대하여,
{\displaystyle fF\colon g\mapsto F(fg)}
이에 따라, {\displaystyle {\mathcal {D}}'(U)}는 가환환 {\displaystyle {\mathcal {C}}^{\infty }(U)} 위의 가군을 이루며, 나아가 가환환층 {\displaystyle {\mathcal {C}}^{\infty }(U)} 위의 가군층을 이룬다.

### 푸리에 변환
시험 함수의 푸리에 변환은 일반적으로 시험 함수가 아니므로, 분포 공간 전체에 푸리에 변환을 정의할 수 없다. 그러나 시험 함수 대신 푸리에 변환에 대하여 닫힌 더 큰 공간인 슈바르츠 함수를 사용하면, 조절 분포라는, 푸리에 변환에 대하여 닫혀 있는 분포 공간의 부분 공간을 얻는다.

## 성질

### 분포 공간의 위상
분포 공간 {\displaystyle {\mathcal {D}}'(U)}는 연속 쌍대 공간이므로, 그 위에 다양한 위상이 존재한다. 흔히 사용되는 위상은 다음과 같다.
- 약한-* 위상. 이 경우 {\displaystyle {\mathcal {D}}'(U)}는 국소 볼록 공간이지만, 거리화 가능 공간이 아니다.
- 콤팩트 집합 위에서의 균등 수렴 위상. 이 경우, {\displaystyle {\mathcal {D}}'(U)}는 국소 볼록 공간이며, 추가로 핵공간(영어: nuclear space)이자 몽텔 공간(영어: Montel space)이다. 그러나 이는 거리화 가능 공간이 아니다.

### 함수 공간의 매장
{\displaystyle U} 위의 국소 적분 가능 함수(영어: locally integrable function)란 다음 조건을 만족시키는 함수 {\displaystyle f\colon U\to \mathbb {R} }를 말한다.
- 임의의 콤팩트 집합 {\displaystyle K\subset U}에 대하여, {\displaystyle (|f|)|_{K}}는 르베그 적분 가능 함수이다.

모든 연속 함수와 임의의 {\displaystyle p}에 대하여 Lp 함수는 국소 적분 가능 함수이다. 국소 적분 가능 함수의 공간을 {\displaystyle {\mathcal {L}}_{\text{loc}}^{1}(U)}로 쓰자. Lp 공간과 마찬가지로, 임의의 {\displaystyle f,g\in {\mathcal {L}}_{\text{loc}}^{1}(U)}에 대하여 {\displaystyle f-g}가 거의 어디서나 0인 경우 {\displaystyle f\sim g}로 정의하고,
{\displaystyle L_{\text{loc}}^{1}(U)={\mathcal {L}}_{\text{loc}}^{1}(U)/{\sim }}
으로 정의하자.
국소 적분 가능 함수 {\displaystyle f}에 대하여, 대응하는 분포 {\displaystyle T_{f}\in {\mathcal {D}}'(U)}를 다음과 같이 정의할 수 있다.
{\displaystyle T_{f}\colon {\mathcal {D}}(U)\to \mathbb {R} }
{\displaystyle T_{f}\colon g\mapsto \int _{U}fg}
(이는 항상 연속 함수라는 것을 보일 수 있다.) 따라서, 이는 실수 벡터 공간의 단사 선형 변환
{\displaystyle T\colon L_{\text{loc}}^{1}(U)\hookrightarrow {\mathcal {D}}'(U)}
을 정의한다.

### 측도 공간의 매장
{\displaystyle U} 위의 임의의 라돈 측도 {\displaystyle \mu }에 대하여, 대응하는 분포 {\displaystyle T_{\mu }\in {\mathcal {D}}'(U)}를 다음과 같이 정의할 수 있다.
{\displaystyle T_{\mu }\colon {\mathcal {D}}(U)\to \mathbb {R} }
{\displaystyle T_{\mu }\colon g\mapsto \int _{U}g\,d\mu }
반대로, 분포 {\displaystyle F\in {\mathcal {D}}'(U)}가 다음 성질을 만족시킨다고 하자.
{\displaystyle \forall f\in {\mathcal {D}}(U)\colon (\forall x\in U\colon f(x)\geq 0)\implies F(f)\geq 0}
그렇다면, {\displaystyle T_{\mu }=f}가 되는 라돈 측도 {\displaystyle \mu }가 존재한다. 이는 리스 표현 정리와 유사하다.
하지만 위 조건이 성립하지 않을 경우, 일반적인 분포는 (부호 붙은) 측도로 나타낼 수 없다. 예를 들어, 실수선 위의, 디랙 델타 분포의 미분 {\displaystyle \delta '}은 부호 붙은 측도로 나타낼 수 없다.

### 연속 함수로의 표현
열린집합 {\displaystyle U\subseteq \mathbb {R} ^{n}} 위의 임의의 분포 {\displaystyle F\in {\mathcal {D}}'(U)}는 유한 개의 다중지표와 연속 함수들 {\displaystyle (\alpha _{1},f_{1}),\dots ,(\alpha _{k},f_{k})}로부터 다음과 같이 나타낼 수 있다.
{\displaystyle F=\sum _{i=1}^{k}\partial ^{\alpha _{k}}f_{k}}
다시 말해, 분포 공간은 연속 함수들의 모든 유한차 미분을 포함하는 최소의 벡터 공간이다.

## 예

### 함수와 측도
모든 국소 적분 가능 함수는 분포를 이룬다. 마찬가지로, 모든 라돈 측도 역시 분포를 이룬다. 보다 일반적으로, 부호 붙은 라돈 측도, 즉 두 라돈 측도의 차 {\displaystyle \mu _{+}-\mu _{-}} 역시 분포를 이룬다.

### 디랙 델타 함수와 그 도함수
실수선 위에 다음과 같은 연속 함수를 생각하자.
{\displaystyle f(x)=\max\{x,0\}}
이 함수에 도함수를 취하면, 다음과 같은 분포들을 얻는다.
- {\displaystyle f'(x)}는 단위 계단 함수이다. 이는 국소 적분 가능 함수로 나타낼 수 있지만, 연속 함수가 아니다.
- {\displaystyle f''(x)=\delta (x)}는 디랙 델타 분포이다. 이는 더 이상 함수가 아니지만, 라돈 측도이며, 다음과 같다.
{\displaystyle \int \delta (x)g(x)=g(0)}
- {\displaystyle f''(x)=\delta '(x)}는 디랙 델타의 도함수이다. 이는 더 이상 라돈 측도조차 아니며, 다음과 같다.
{\displaystyle \int \delta '(x)g(x)=-\int g'(x)\delta (0)=-g'(0)\qquad \forall g\in {\mathcal {D}}(\mathbb {R} )}
- 계속해서 도함수를 취하면, 다음과 같다.
{\displaystyle \int \delta ^{(n)}(x)g(x)=(-1)^{n}g^{(n)}(0)\qquad \forall g\in {\mathcal {D}}(\mathbb {R} )}

### 코시 주요값
실수선 위에, {\displaystyle f(x)=x(\ln |x|-1)}는 연속 함수를 이룬다. 이 함수의 도함수들은 다음과 같다.
- {\displaystyle f'(x)=\ln |x|}는 연속 함수가 아니지만, 국소 적분 가능 함수이다.
- {\displaystyle f''(x)=\operatorname {pv} 1/x}는 다음과 같다. (여기서 {\displaystyle \operatorname {pv} }는 코시 주요값이다.)
{\displaystyle {\begin{aligned}\int f''(x)g(x)&=\lim _{\epsilon \to 0^{+}}\left(\int _{-\epsilon }^{\epsilon }f''(x)g(x)+\int _{\epsilon }^{\infty }{\frac {g(x)-g(-x)}{x}}\right)\\&=\lim _{\epsilon \to 0^{+}}\left({\frac {g(\epsilon )-g(-\epsilon )}{2\epsilon }}2\epsilon \ln |\epsilon |-\left(g'(\epsilon )+g'(-\epsilon )\right)\epsilon (\ln |\epsilon |-1)+\int _{-\epsilon }^{\epsilon }x(\ln |x|-1)g''(x)+\int _{\epsilon }^{\infty }{\frac {g(x)-g(-x)}{x}}\right)\\&=\lim _{\epsilon \to 0^{+}}\int _{\epsilon }^{\infty }{\frac {g(x)-g(-x)}{x}}\\&=\operatorname {pv} \int {\frac {g(x)}{x}}\end{aligned}}}
- {\displaystyle f'''(x)=-\operatorname {fp} 1/x^{2}}는 다음과 같다. (여기서 {\displaystyle \operatorname {fp} }는 아다마르 유한 성분(프랑스어: partie finie)이다.)
{\displaystyle {\begin{aligned}\int f'''(x)g(x)&=\lim _{\epsilon \to 0^{+}}\left(\int _{-\epsilon }^{\epsilon }f'''(x)g(x)-\int _{\epsilon }^{\infty }{\frac {g(x)+g(-x)}{x^{2}}}\right)\\&=\lim _{\epsilon \to 0^{+}}\left([f''(x)g(x)]_{-\epsilon }^{\epsilon }-[f'(x)g'(x)]_{-\epsilon }^{\epsilon }+[f(x)g''(x)]_{-\epsilon }^{\epsilon }-\int _{-\epsilon }^{\epsilon }f(x)g'''(x)-\int _{\epsilon }^{\infty }{\frac {g(x)+g(-x)}{x^{2}}}\right)\\&=\lim _{\epsilon \to 0^{+}}\left({\frac {g(\epsilon )+g(-\epsilon )}{\epsilon }}+0+0+0-\int _{\epsilon }^{\infty }{\frac {g(x)+g(-x)}{x^{2}}}\right)\\&=\lim _{\epsilon \to 0^{+}}\left(2g(0)/\epsilon +0+0+0-\int _{\epsilon }^{\infty }{\frac {g(x)+g(-x)}{x^{2}}}\right)\\&=-\operatorname {pf} \int {\frac {g(x)}{x^{2}}}\end{aligned}}}
- 보다 일반적으로, {\displaystyle f^{(n)}=(-1)^{n}\operatorname {pf} x^{1-n}}는 다음과 같다.
{\displaystyle {\begin{aligned}\int f^{(n)}(x)g(x)&=\lim _{\epsilon \to 0^{+}}\left(\int _{-\epsilon }^{\epsilon }f^{(n)}(x)g(x)+\int _{\epsilon }^{\infty }{\frac {g(x)+(-1)^{n-1}g(-x)}{x^{n-1}}}\right)\\&=\lim _{\epsilon \to 0^{+}}\left(\sum _{i=0}^{n-1}(-)^{i}[f^{(n-1-i)}g^{(i)}]_{-\epsilon }^{\epsilon }+(-1)^{n}\int _{-\epsilon }^{\epsilon }f(x)g^{(n)}(x)+\int _{\epsilon }^{\infty }{\frac {g(x)+(-1)^{n-1}g(-x)}{x^{n-1}}}\right)\\&=\lim _{\epsilon \to 0^{+}}\left(2\sum _{j=0}^{\lfloor (n-3)/2\rfloor }\epsilon ^{-2j-1}g^{(n-2j-3)}(0)\sum _{k=0}^{n-2j-3}{\frac {1}{k!}}+\int _{\epsilon }^{\infty }{\frac {(-1)^{n}g(x)-g(-x)}{x^{n-1}}}\right)\\\end{aligned}}}

## 관련 개념
사토 초함수(영어: Sato hyperfunction)는 분포와 유사하지만, 정칙 함수를 기반으로 하는 이론이다.
콜롱보 대수(영어: Colombeau algebra)는 분포와 달리 곱셈이 정의되는 일반화 함수 이론이다. 콜롱보 대수의 원소는 분포로 수렴하는 함수열로 구성되는데, 콜롱보 대수에서의 곱셈은 일반적으로 함수열에 의존한다.
흐름(영어: current)은 분포의 개념을 미분 형식으로 일반화한 것이며, 조르주 드 람이 도입하였다. {\displaystyle n}차원 유클리드 공간에서 {\displaystyle n}차 흐름과 분포는 일치하지만, 임의의 매끄러운 다양체에서는 이는 성립하지 않는다.

## 응용
모든 적분 가능한 함수는 분포들의 공간에서 미분을 가지며, 이를 이용해 편미분 방정식의 해를 구할 수 있다. 물리학이나 공학에서 나타나는 비연속적인 문제들을 미분 방정식으로 나타나면 이는 분포를 해로 갖는 경우가 많으며, 대표적인 예로 디랙 델타 분포가 있다.

## 역사
편미분 방정식의 이론이 발달하면서, 1830년대에 발명된 그린 함수와 같은 개념을 엄밀히 정의할 필요가 대두되었다. 세르게이 소볼레프는 1936년에 2차 쌍곡 편미분 방정식을 다루는 데 분포의 개념을 사용하였다. 이후 1950년에 로랑 슈바르츠는 분포의 이론을 체계적으로 엄밀히 개발하였고, 또 "분포"(프랑스어: distribution 디스트리뷔시옹[*])라는 용어를 고안하였다. 1954년에 슈바르츠는 일반적으로 두 분포의 곱을 정의할 수 없음을 증명하였다.

## 같이 보기
- 파면 집합
- 디랙 델타 분포
- 조절 분포
- 측도